# Rafi ad Daradjat
Rafi ad Daradjat, född 1704, död 8 juni 1719 (mördad), uppsteg den 1 mars 1719 på den indiska stormogultronen som marionett för de beryktade Saiyidbröderna, sedan bröderna först mördat sin tidigare marionett på tronen, Farruch Sijar. Rafi ad Daradjat mördades den 8 juni och efterträddes av sin bror, Djahan II. Rafi var son till Rafiu-Shan (i sin tur bror till Azimu-sh-Shan).